# James Clerk Maxwell
James Clerk Maxwell, škotski fizik in matematik, * 13. junij 1831, Edinburg, Škotska, † 5. november 1879, Cambridge, Anglija.

## Življenje in delo
Maxwell se je rodil na India Street 14 v znani škotski družini kot edini sin odvetniku Johnu Clerku. Družina se je zatem preselila na posestvo v Glenlair pri Dumfriesu. Pri 9. letih mu je za rakom umrla mati, drugače je imel srečno otroštvo. 
Že zgodaj je kazal znake nadarjenosti za matematiko. Vpisal se je na Akademijo Edinburg, kjer so ga klicali 'Dafty'. Tukaj je spoznal Taita.
S 15. leti je leta 1845 poslal Kraljevi družbi v Edinburgu prispevek o načrtovanju ovalnih krivulj s pomočjo kosa niti. Bil je tako dovršen, da mnogi niso mogli verjeti, da ga je sam sestavil. Na Univerzi v Cambridgeu je diplomiral kot drugi najboljši v letniku.
Leta 1871 je, čeprav nerad, prevzel mesto profesorja eksperimentalne fizike na Univerzi v Cambridgeu in postal prvi profesor na tem področju. Kot predavatelj se ni obnesel. Sledilo mu je lahko le malo študentov, tisti redki pa so veliko pridobili. Ukvarjal se je s teorijo treh barv (optika), s kinetično teorijo plinov. 
Med letoma 1867 do 1873 je odkril zakone elektrodinamike (Maxwellove zakone) in jih zapisal v znamenitih Maxwellovih elektrodinamičnih enačbah. Teorijo je objavil leta 1873 v Razpravi o elektriki in magnetizmu (Treatise on Electricity and Magnetism).
Maxwell je pokazal, da je svetloba elektromagnetno valovanje. Po njem se imenuje dopuščena merska enota za magnetni pretok Maxwell (M). Znana je Maxwellova porazdelitev števila molekul ali atomov v razredčenem plinu.